# Rebecca Hall
Rebecca Hall (født 3. maj 1982 i London) er en britisk skuespillerinde.
Hall blev født i London som datter af den engelske instruktør Peter Hall og den amerikanske operasanger Maria Ewing. Hendes forældre gik fra hinanden, da hun stadig var ung, og de blev formelt skilt i 1990. Hun har en halvbror, Edward Hall, som er teaterinstruktør, og fire andre halvsøskende, herunder teaterdesigner Lucy Hall, tv-drama-produceren Christopher Hall og forfatteren og maleren Jennifer Caron Hall.